# أكسل بلوخ
أكسل بلوخ (بالدنماركية: Axel Bloch)‏ هو مبارز بالسيف دنماركي، ولد في 5 مايو 1911 في كوبنهاغن في الدنمارك، وتوفي في 6 مايو 1998 في آرهوس في الدنمارك.

## وصلات خارجية
- أكسل بلوخ على موقع أوليمبيديا (الإنجليزية)